# Język malajski amboński
Język malajski amboński, także amboński – język pochodzenia austronezyjskiego używany w prowincji Moluki we wschodniej Indonezji. Bywa klasyfikowany jako język kreolski oparty na malajskim albo też jako dialekt języka malajskiego/indonezyjskiego. Jest językiem ojczystym dla 200 tys. osób, ale szacuje się, że ogółem ma ok. miliona (lub więcej) użytkowników.
Rodzima nazwa języka to Malayu Ambong . W języku indonezyjskim jest określany jako bahasa Ambon lub bahasa Melayu Ambon. W tekstach anglojęzycznych przeważa termin Ambonese Malay, ale sporadycznie mowa również o języku ambońskim (Ambonese language).
Został udokumentowany w literaturze. Istnieją różne publikacje poświęcone aspektom tego języka. Powstały m.in. opisy gramatyki: Struktur Bahasa Melayu Ambon (1984), Malayu Ambong: Phonology, Morphology, Syntax (1997)  oraz słowniki: Kamus bahasa Melayu Ambon-Indonesia (1998), Kamus bahasa harian dialek orang Ambon (2006). W piśmie stosuje się alfabet łaciński.

## Historia i użycie
Język malajski rozprzestrzenił się w regionie wiele stuleci temu, lecz niewiele wiadomo na temat wczesnej historii jego rozwoju. Malajski odegrał istotną rolę jako język handlowy i był wykorzystywany w szerzeniu islamu we wschodniej części archipelagu. Był znany już w XVI wieku, kiedy to na Moluki przybyli pierwsi Europejczycy. R. Blust (1988) szacuje, że na wyspie Ambon posługiwano się nim nawet tysiąc lat temu, niemniej jest to trudne do udowodnienia bez świadectw pisanych. Pierwotnie funkcjonował jako lingua franca, ale przynajmniej od początku XIX w. służy również jako język ojczysty (pierwszy) . O ile malajski amboński rozwinął się niezależnie od języka indonezyjskiego (kolejnej odmiany malajskiego), to dziś nie opiera się znacznym jego wpływom. Został stosunkowo dobrze opisany, co wynika ze znaczenia wyspy Ambon w okresie kolonialnym. Pierwsze poświęcone mu materiały (natury leksykograficznej) pojawiały się w XVIII i XIX w.
Swoim zasięgiem obejmuje wyspy wchodzące w skład prowincji Moluki (centralna i południowa część archipelagu). Według szacunków z 2013 r. ma około miliona użytkowników, z czego 200 tys. osób zna go jako język ojczysty . Dane publikacji Ethnologue (wyd. 19, 2016) sugerują, że jest językiem drugim dla 1,4 mln mieszkańców Indonezji, a łączna liczba użytkowników przekracza 1,6 mln. Rozpowszechnił się na wyspie Ambon oraz na sąsiednich wyspach Moluków, takich jak Saparua, Haruku, Nusa Laut i Seram (południowe wybrzeże), gdzie służy jako pierwszy język . We wsiach na wyspie Ambon posługują się nim przede wszystkim grupy chrześcijańskie, które porzuciły swoje wcześniejsze języki (najprawdopodobniej na przełomie XVIII i XIX w.). Dla społeczności muzułmańskich pozostaje językiem drugim. Zależność ta nie sprawdza się w przypadku innych wysp prowincji Moluki (jak np. Buru), ponadto ambońscy muzułmanie również zaczęli ulegać modernizacji i wpływowi malajskiego. Znajomość tego języka zachowały społeczności ambońskie w Holandii, gdzie funkcjonuje pod nazwą Melajoe Sini („tutejszy malajski”) . Według danych z 1993 roku ma 45 tys. użytkowników w tym kraju. W Holandii podjęto starania na rzecz standaryzacji Melajoe Sini i włączenia go do programu edukacji szkolnej.
W powszechnym użyciu wśród Molukańczyków jest także język indonezyjski. Oba języki tworzą pewną formę kontinuum i współistnieją ze sobą w relacji dyglosji . O ile malajski amboński jest szeroko używany w środowisku domowym i na poziomie lokalnym, to indonezyjski dominuje w edukacji, urzędach i środkach masowego przekazu . Lokalny malajski pojawia się w nielicznych formach wypowiedzi publicznych (nagłówki gazet, komiksy, felietony, niektóre reklamy i audycje w radiu i telewizji) , a także w osobistej komunikacji pisanej (jak listy); obficie występuje w utworach muzycznych. Pewne teksty w malajskim ambońskim ukazują się na łamach miesięcznika „Kacupeng”. Z drugiej strony dostęp do krajowych środków masowego przekazu sprzyja nasilonej styczności z językiem indonezyjskim. Dochodzi do kontaktu zarówno z językiem standardowym, jak i z odmianą dżakarcką, która ma charakter prestiżowy i jest wykorzystywana w filmach czy serialach telewizyjnych. Wśród osób ze starszego pokolenia bywa spotykana znajomość języka niderlandzkiego, który użyczył ambońskiemu pewnych elementów leksyki. W Holandii niderlandzki jest przyswajany jako pierwszy język.
W toku rozwoju został przyjęty jako wyznacznik tożsamości regionalnej i etnicznej. Pod względem prestiżu zajmuje miejsce pośrednie między językiem indonezyjskim a językami lokalnymi . Wzmacniane przez malajski poczucie jedności regionalnej odgrywa wręcz ważniejszą rolę niż identyfikacja z lokalnymi grupami etnolingwistycznymi. Wraz z indonezyjskim malajski amboński wypiera tradycyjne języki Moluków, które są dziś poważnie zagrożone wymarciem. Do przejmowania malajskiego przyczyniły się migracje i przesiedlenia ludności, brak sprzyjających warunków do zachowania własnej tożsamości oraz asymilacja na rzecz wspólnej kultury malajskiej. Pod jego presją zanikają również języki miejscowości muzułmańskich. Jednocześnie stał się źródłem zapożyczeń dla języków lokalnych (w zakresie słownictwa, wyrazów funkcyjnych i wykładników dyskursu), przy czym charakter wpływów różni się w zależności od społeczności. W skrajnym przypadku języka laha doszło do całkowitego przekształcenia rodzimej gramatyki na wzór gramatyki malajskiej.

## Cechy
Jest historycznie odrębny od indonezyjskiego języka narodowego, ten bowiem reprezentuje inny typ języka malajskiego niż regionalne odmiany z wysp wschodniej Indonezji. Malajski amboński wywodzi się z bazarowej formy tego języka (Bazaar Malay). Według Ethnologue (wyd. 19) chodzi o pochodną malajskiego stanu Sabah. Znalazł się pod wpływem lokalnych języków wyspy Ambon, częściowo je wypierając . 
Zarówno jego gramatyka, jak i leksyka mają pochodzenie malajskie. Ze standardowym malajskim dzieli większość słownictwa (pożyczki z innych języków tworzą niewielką część całego zasobu leksyki), przy czym cechy jego fonologii i morfologii uległy przekształceniu. System afiksów został zredukowany i nie ma już charakteru produktywnego. Na poziomie gramatyki i frazeologii wykazuje wpływy języków Moluków centralnych (m.in. asilulu). Odmiana używana w Holandii szczególnie obficie czerpie z zasobów leksyki i gramatyki niderlandzkiej.
Jego charakterystyczne cechy to: obecność zapożyczeń z języków lokalnych, języków europejskich i innych języków Indonezji (takich jak niderlandzki, portugalski, makasarski i ternate), szyk possessor-possessum w konstrukcjach dzierżawczych (określnik dzierżawczy przed elementem określanym, wykorzystanie łącznika pung/punya), niezbyt rozbudowana morfologia (prefiksy: ba-, ta-, baku-), forma przeczenia seng, zredukowana fonologia (brak pewnych głosek w wygłosie oraz głoski szwa, uproszczenie dyftongów) . Do tworzenia konstrukcji kauzatywnych wykorzystuje się czasowniki kasi/kase – „dawać” i bikin/biking – „robić”. Jego zasób zaimków osobowych obejmuje formy: beta – 1. os. lp., ose/ale – 2. os. lp. (ose pochodzi od portugalskiego você, a ale ma niesprecyzowany rodowód lokalny) . O ile zaimek beta występuje również w standardowym malajskim, to tam jest zarezerwowany dla osób pochodzących z rodu królewskiego. W malajskim ambońskim ma charakter neutralny, jest używany bez względu na status społeczny mówiącego i słuchającego.
Bliższa klasyfikacja wschodnich odmian języka malajskiego (w kategorii języków kreolskich bądź dialektów) pozostaje nierozstrzygnięta. Wątpliwości budzi zasadność łączenia takich odmian z językiem indonezyjskim. B. D. Grimes (1991) omawia malajski amboński jako język odrębny od indonezyjskiego. W praktyce powszechne jest przełączanie kodów i mieszanie elementów obydwu języków (code switching i code mixing), ze względu na wpływ edukacji, mediów itp. Rodzimi użytkownicy przeważnie nie są w stanie wyraźnie ich rozgraniczyć, a amboński uchodzi za niejako gorszą postać języka indonezyjskiego . J. Tjia (2004) proponuje używać terminu „język amboński” (zamiast dwuczłonowej nazwy „malajski amboński”), w celu podkreślenia faktu, że chodzi o pełnoprawny język regionalny.
Status tego języka jest niejasny. W niektórych publikacjach (jak np. Ethnologue) przyjmuje się jego kreolski charakter, ale gdzieniegdzie stosuje się w odniesieniu do niego termin „dialekt”. J. T. Collins (1980) twierdzi, że wcale nie jest to język kreolski, tłumacząc, że charakterystyczne dla niego uproszczenia występują również w niektórych dialektach z Półwyspu Malajskiego. Stoi na stanowisku, że odmiana ta, podobnie jak malezyjski dialekt Terengganu, powstała w wyniku złożonych procesów językowych i wymyka się koncepcji języków kreolskich. Ponadto cechy strukturalne uznawane za kreolskie (sformułowane w odniesieniu do kreolizacji na bazie języków europejskich) częściowo pokrywają się z cechami gramatyki austronezyjskiej.

## Związki z innymi językami
Istnieje szereg języków bądź dialektów malajskich, które są blisko spokrewnione z malajskim ambońskim. Ich przynależność nie została dobrze ustalona. Malajski wysp Banda został opisany jako odrębny język, ale przypuszczalnie może być klasyfikowany jako jego dialekt. Mieszkańcy wysp Aru (na południowy zachód od Nowej Gwinei) posługują się językiem bliskim malajskiemu ambońskiemu (opisywanym jako Dobo Malay, Aruese Malay), lecz nie identyfikują się z tą nazwą, podkreślając lokalne cechy językowe. Język ten, słabo przebadany, choć być może pokrewny odmianie wysp Banda, dominuje w roli lingua franca archipelagu Aru. 
Bliżej niepoznane odmiany występują także na innych oddalonych wyspach, wchodzących w skład archipelagów Tanimbar, Babar i Kei . Czasem odróżnia się je od malajskiego ambońskiego (Melayu Tenggara Jauh, Melayu Tenggara Dekat). Odmiana malajskiego papuaskiego z rejonu miasta Fakfak również jest blisko spokrewniona z malajskim ambońskim. Ponadto analiza wspólnych cech pozwala ściślej powiązać amboński z malajskim Kupangu.
Pomimo pewnego pokrewieństwa nie jest dobrze wzajemnie zrozumiały z indonezyjskim i malajskim Moluków Północnych (malajskim wyspy Ternate). Z perspektywy synchronicznej może być rozpatrywany jako dialekt języka narodowego. Malajski amboński i indonezyjski wywodzą się jednak z różnych źródeł historycznych.

## Zaimki osobowe
Źródła: Paauw 2013 ↓ ; van Minde 1997 ↓, s. 69
| 1. os. lp. | beta                              | 1. os. lmn. | katong / tong |
| 2. os. lp. | ose / os / se ale                 | 2. os. lmn. | dorang / dong |
| 3. os. lp. | dia / di / de akang antua / ontua | 3. os. lmn. | dorang / dong |
Odnotowano też dialektalną formę 1. os. lmn. batong, używaną na wyspie Saparua.
Konstrukcje dzierżawcze tworzy się poprzez wykorzystanie łącznika punya (dosł. ‘posiadać’; również w formach: pung, pong, ng), np. beta pung kals’ang – „moje spodnie”.